# Ilam (Staffordshire)
Ilam es una parroquia civil y un pueblo del distrito de Staffordshire Moorlands, en el condado de Staffordshire (Inglaterra).

## Geografía
La parroquia de Ilam se encuentra en el este de Staffordshire Moorlands. Limita al norte, al oeste y al sur con otras cuatro parroquias del distrito (Alstonefield, Wetton, Waterhouses y Blore with Swinscoe) y al este con el condado de Derbyshire. Según la Oficina Nacional de Estadística británica, tiene una superficie de 7,87 km². El pueblo está ubicado en el valle del río Manifold, cerca de donde este se une al río Dove.

## Demografía
Según el censo de 2001, Ilam tenía 126 habitantes (50,79% varones, 49,21% mujeres) y una densidad de población de 16,01 hab/km². El 22,22% eran menores de 16 años, el 73,81% tenían entre 16 y 74, y el 3,97% eran mayores de 74. La media de edad era de 35,98 años. Del total de habitantes con 16 o más años, el 29,59% estaban solteros, el 61,22% casados, y el 9,18% divorciados o viudos.
El 95,31% de los habitantes eran originarios del Reino Unido. El resto de países europeos englobaban al 2,34% de la población, mientras que el 2,34% había nacido en cualquier otro lugar. Todos los habitantes eran blancos. El cristianismo era profesado por el 79,69% y el sijismo por el 2,34%, mientras que el 14,06% no eran religiosos y el 3,91% no marcaron ninguna opción en el censo.
69 habitantes eran económicamente activos, 66 de ellos (95,65%) empleados y 3 (4,35%) desempleados. Había 42 hogares con residentes, ninguno vacío, y 4 eran alojamientos vacacionales o segundas residencias.